# Ministerio de Relaciones Exteriores (Cuba)
El Ministerio de Relaciones Exteriores de Cuba (MINREX) es el ministerio encargado de las relaciones internacionales de Cuba.
Antes de la Revolución, las tareas relativas a asuntos exteriores recaían en el Ministerio de Estado. «Considerando que no representaba los verdaderos intereses de la nación», el Gobierno Revolucionario lo abolió y creó el MINREX el 23 de diciembre de 1959.
De acuerdo a la Constitución, es el órgano rector de la política exterior de la isla. Su actuación es acorde a las instrucciones que recibe de la Asamblea Nacional del Poder Popular, del Consejo de Estado y del Consejo de Ministros.
El ministro es nombrado por el Consejo de Estado y ratificado por la Asamblea Nacional del Poder Popular. También el Consejo de Estado nombra a los viceministros, que son seis, uno principal para reemplazar al ministro si fuera necesario y cinco más que se encargan de diversas dependencias del MINREX.

## Cancilleres de Cuba

### Secretarios de Exterior (1869-1899)
- Eligio Izaguirre (1869-1870)
- Ramón de Céspedes (1870-¿1878?)
- Vacante (1878-1895)
- Rafael  Portuondo Tamayo (1895-1897)
- Andrés Moreno de la Torre (1897-1899)

### Secretarios de Estado (1902-1940)
- Carlos de Zaldo (1902-1904)
- Dr. Carlos Eugenio Ortíz (1904-1905)
- Dr. Juan Francisco O´Farril (1905-1906)
- Orestes Ferrara y Marino (1932-1933)
- Carlos Saladrigas y Zayas (1933)
- Manuel Márquez Sterling (1933-1934)
- Cosme de la Torriente y Peraza (1934-1935)
- José Agripino Barnet (1935)
- Jorge Luis Echarte (1935-1936)
- José Manuel Cortina (1936-1937)
- Juan José Remos y Rubio (1937-1939)
- Miguel Ángel de la Campa y Caraveda (1939-1940)

### Ministros de Estado (1940-1959)
- José Manuel Cortina (1940-1942)
- José Agustín Martínez (1942-1943)
- Emeterio Santovenia Echaide (1943-1944)
- Jorge Mañach Robato (1944)
- Gustavo Cuervo Rubio (1944-1945)
- Alberto Inocente Álvarez Cabrera (1945-1948)
- Carlos Hevia (1948-1950)
- Ernesto Dihigo y López Trigo (1950-1951)
- Miguel A. Suárez Fernández (1951)
- Óscar Gans (1951)
- Aureliano Sánchez Arango (1951-1952)
- Miguel Ángel de la Campa y Caraveda (1952-1955)
- Andrés Domingo Morales del Castillo (1955)
- Carlos Saladrigas y Zayas (1955-1956)
- Gonzalo Güell y Morales de los Ríos (1956-1959)
- Roberto Agramonte (1959)

### Ministros de Relaciones Exteriores (1959-actualidad)
- Raúl Roa García (1959-1976)
- Isidoro Malmierca Peoli (1976-1992)
- Ricardo Alarcón de Quesada (1992-1993)
- Roberto Robaina González (1993-1999)
- Felipe Pérez Roque (1999-2009)
- Bruno Rodríguez Parrilla (desde 2009)